# Burgruine Haichenbach
Burgruine Haichenbach, auch bekannt als Kerschbaumerschlössl, liegt im Gebiet der Gemeinde Hofkirchen im Mühlkreis im Bezirk Rohrbach im oberösterreichischen Mühlviertel.

## Lage
Die ehemalige Höhenburg befindet sich in 450 m ü. A. Seehöhe auf jenem Bergkamm, der an der Donau die so genannte Schlögener Schlinge bildet. Die Luftlinienentfernung vom Zentrum der Marktgemeinde Hofkirchen beträgt in südwestlicher Richtung ca. 6,3 km. Der der Burgruine an der Donau gegenüberliegende Ort ist Schlögen. Sie kann von Freizell aus erreicht werden.

## Beschreibung
Die ehemalige Burg war eine auf dem schmalen Plateau des Bergkamms in Nord-Süd-Richtung langgestreckte Anlage mit einer umbauten Gesamtfläche von 1.450 Quadratmetern. Hinter dem Burgtor im Norden erstreckte sich die sehr weitläufige Vorburg mit Gesindehäusern. An deren Nordostseite schloss sich die etwas höher gelegene Hauptburg an, die im Norden von einem Wohnturm beherrscht wurde, von dem aus auch das westlich darunterliegende Burgtor verteidigt werden konnte. Der wehrhafte Turm hatte einst zehn Wehrscharten. Erhalten sind heute das wieder überdachte Burgtor, Teile der Ringmauer und der restaurierte und frei zugängliche Wohnturm, von dem aus sich ein einzigartiger Blick auf das Donautal bietet.

## Geschichte
Die erste urkundliche Erwähnung der Burg Haichenbach (dazumal: Eichenbach) stammt aus dem Jahr 1160. Otto und Wernher de Eichenbach werden zu dieser Zeit als Vertreter jenes Ministerialadelsgeschlechts genannt, das seinen Namen von der Burg ableitete. Otto II. nannte sich 1220 bereits von Haichenbach. 1258 verkaufte Rudin von Haichenbach die Veste an den Wok von Rosenberg. 1268 gehört die Burg dem Ulrich von Haichenbach. 1273 muss die Burg aus unbekannter Ursache abgebrannt sein, denn 1274 urkundet Rueger von Haichenbach in Schlägl, dass er als Gegenleistung für seine Wohnung im Klosterspital – während der Zeit haihenpach in paw – die Nutzung seiner Wälder gestattet. 1303 verkauft Rueger von Haichenbach den größten Teil seines Besitzes an das Bistum Passau, sein Sohn Rudel von Haichenbach verkaufte 1337 auch den Rest an Bischof Albert von Passau.
Ab diesem Jahr ließ das Bistum Passau die Burg zunächst durch Pfleger verwalten ließ, musste die Burg zeitweise verpfänden (1381 an die Schaunberger) und vergab danach die Burg als Lehen: 1429 an Ritter Heinrich Nothaft als Leibgedinge, auf diesen folgte sein Sohn († 1486), der Haichenbach wegen eines Streits um die Rückzahlung von Sanierungskosten bis zu seinem Tode nicht verließ. 1491–1496 ging Haichenbach auf Lebenszeit an Simon Oberheimer. Der Überlieferung nach soll sich das Geschlecht der Oberheimer in den Folgejahren unrechtmäßig durch überhöhte Abgaben, die den Donauschiffern auferlegt wurden, bereichert haben. 1516 wurde das Lehen durch den Passauer Bischof Wiguleus nach Beschwerden der Passauer Schiffsleute wieder eingezogen.
1529 beschloss die Bistumsverwaltung den gesamten bischöflichen Besitz nördlich der Donau von Schloss Marsbach aus zu betreuen. Burg Haichenbach wurde aufgelassen. In der Folge geriet auch Name der Burg in Vergessenheit: Im Volksmund nannte man die von vielen Sagen umrankte Burgruine nach dem nahe gelegenen Bauernhof Kerschbaumer Kerschbaumerschlössl.
Seit 1984 wurden vom Arbeitsausschuss für Heimatpflege Hofkirchen Sanierungsmaßnahmen gesetzt; die Burgruine kann nun gefahrlos besichtigt werden. Heutiger Besitzer ist Georg Stradiot.

Burgruine Haichenbach
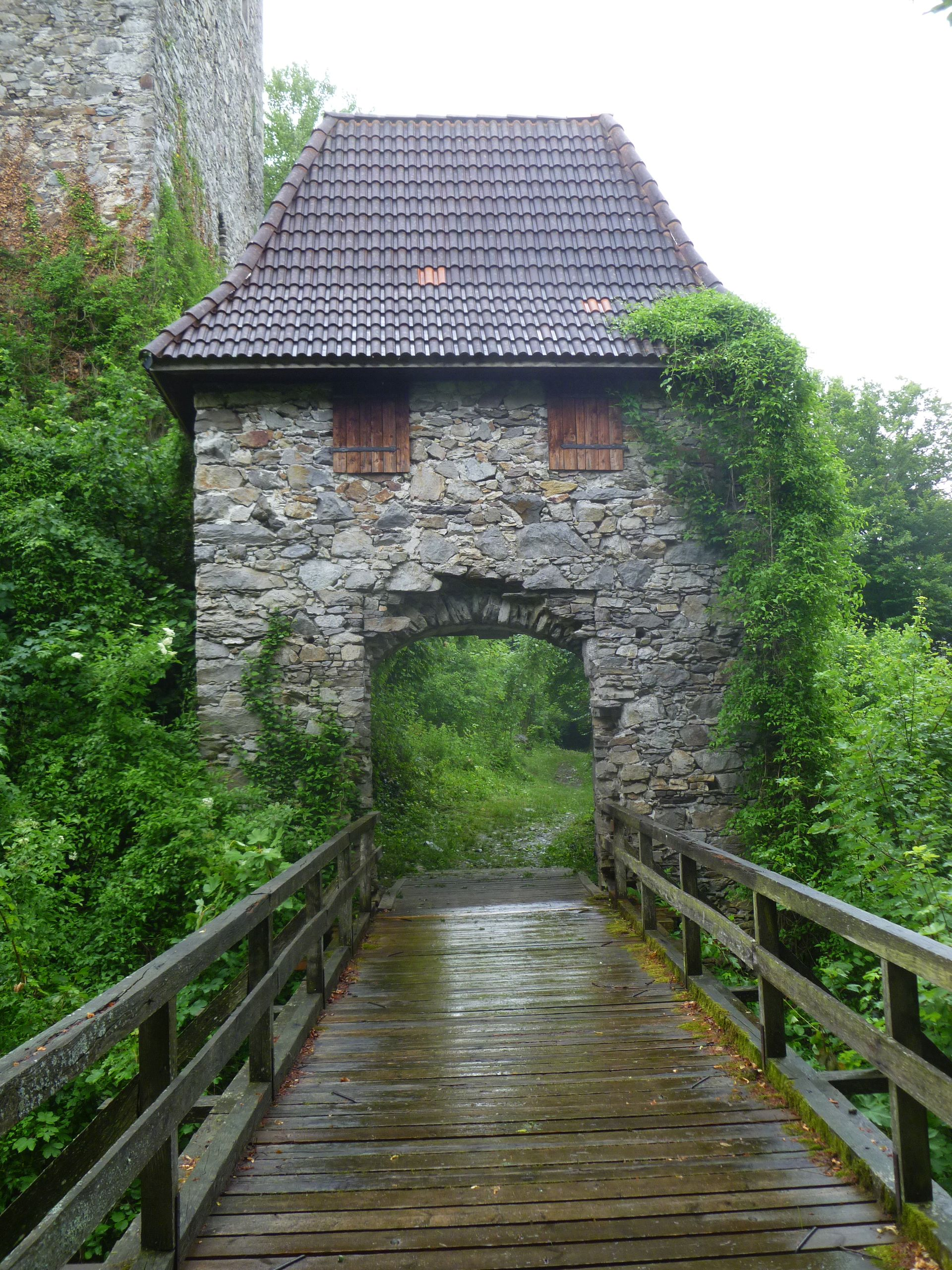
Burgruine Haichenbach (Brücke mit Eingangstor)
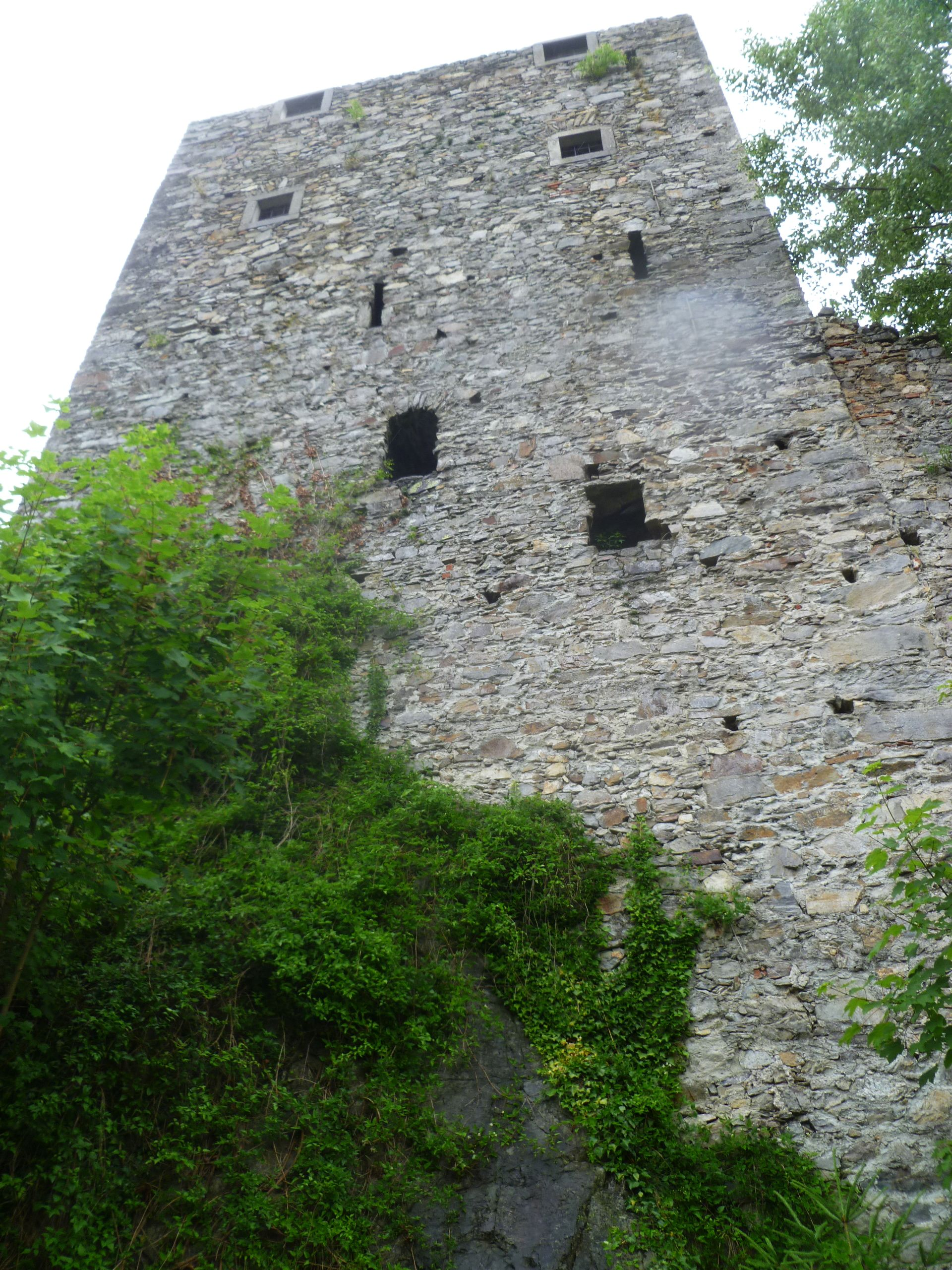
Turm von Haichenbach
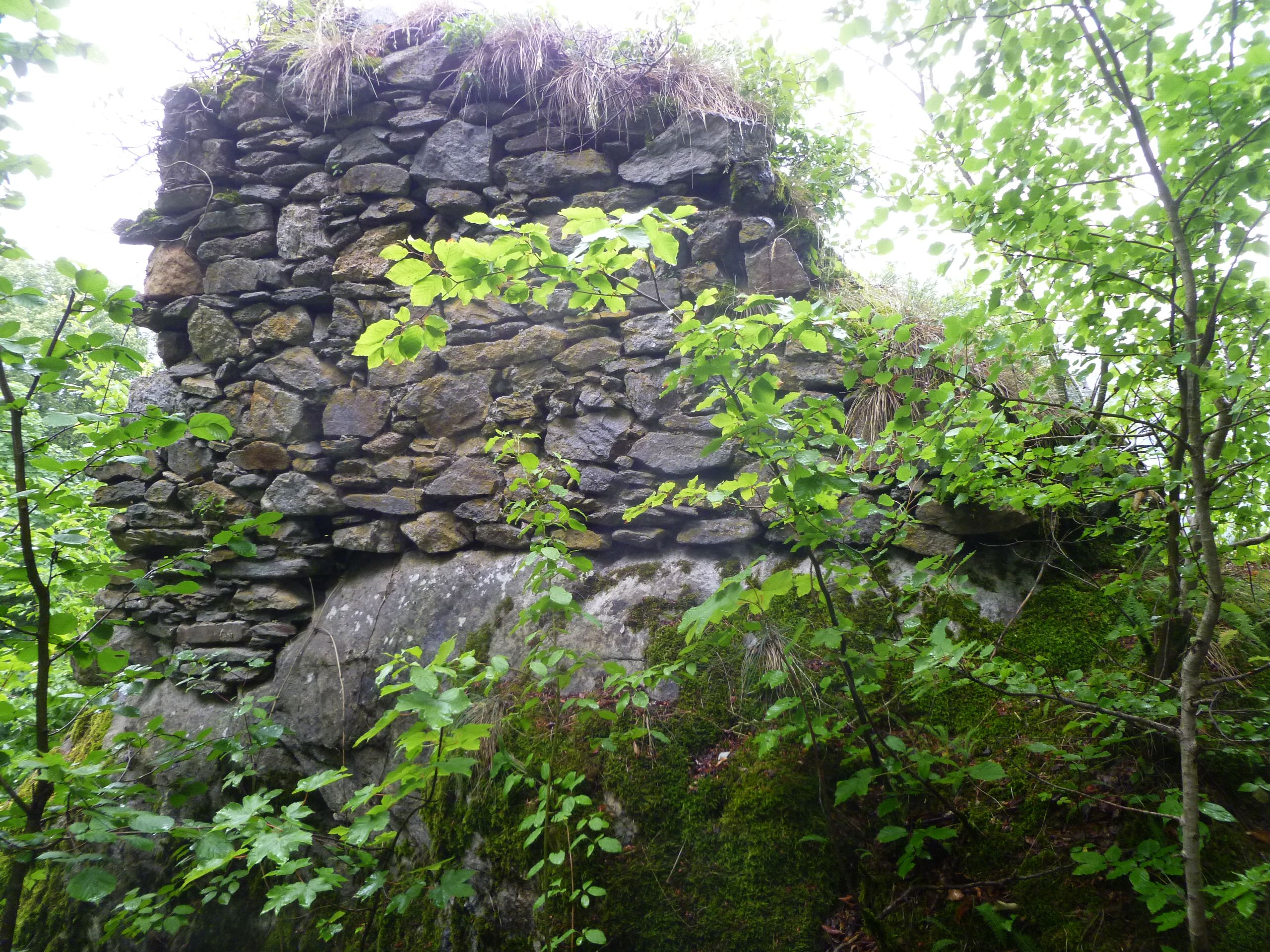
Burgruine Haichenbach (Steinmauer auf Fels)
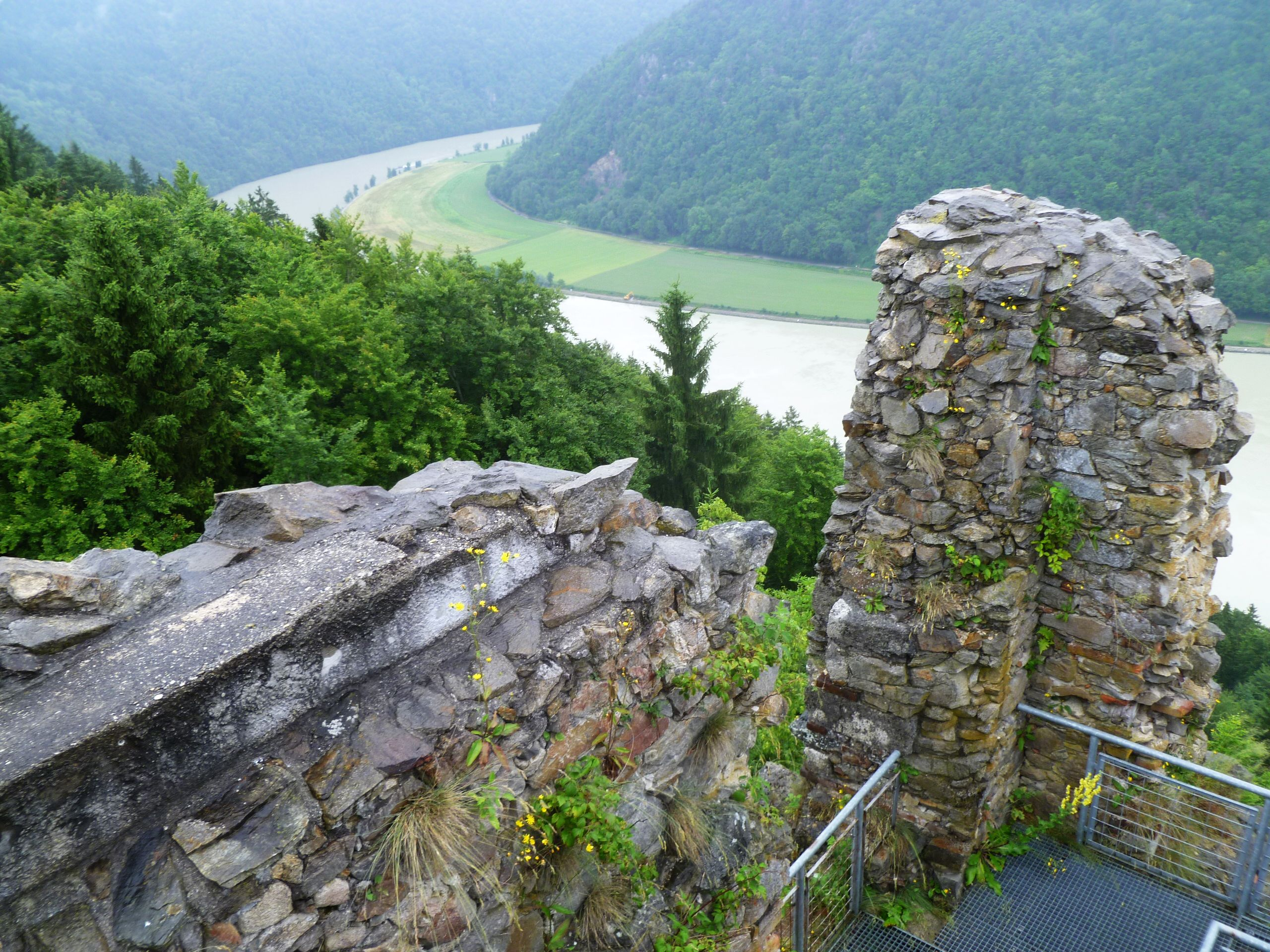
Blick auf Schlögener Donauschlinge